# کنستانتینو اربیتا سوسا
کنستانتینو اربیتا سوسا (اسپانیایی: Constantino Urbieta Sosa‎؛ ۱۲ اوت ۱۹۰۷ – ۱۲ دسامبر ۱۹۸۳) یک بازیکن فوتبال اهل پاراگوئه بود.